# Liste der Stolpersteine in Kornwestheim
In der Liste der Stolpersteine in Kornwestheim sind alle
neun
in Kornwestheim vorhandenen Stolpersteine aufgeführt, die im Rahmen des Projekts des Künstlers Gunter Demnig bislang verlegt wurden.

## Liste
Zusammengefasste Adressen von Verlegeorten zeigen an, dass mehrere Stolpersteine an einem Ort verlegt wurden. Die Tabelle ist teilweise sortierbar; die Grundsortierung erfolgt alphabetisch nach dem Verlegeort. Die Spalte Person, Inschrift wird nach dem Namen der Person alphabetisch sortiert.
| Bild            | Person, Inschrift | Verlegeort                     | Verlegedatum  | Information   |
| --------------- | --- | ------------------------------ | ------------- | ------------- |
|                 | HIER WOHNTE FRIEDRICH HERR JG. 1914 IM WIDERSTAND/KPD ‚SCHUTZHAFT‘ 1933 OBERER KUHBERG SEIT 1935 MEHRMALS VERHAFTET HOTEL SILBER ENTLASSEN 1937           | Aldinger Straße 90 (Lage)      | 16. Sep. 2015 | [ 1 ] [ 2 ]   |
|                 | HIER WOHNTE MICHAEL WOLFF JG. 1878 ‚SCHUTZHAFT‘ 1938 DACHAU TOT BEI BOMBENANGRIFF 28.4.1945 KORNWESTHEIM                                                  | Alexanderstraße 24 (Lage)      | 13. Nov. 2013 | [ 3 ] [ 4 ]   |
| Bild gesucht BW | HIER WOHNTE ALBERT EMIL WEGMER JG. 1922 EINGEWIESEN 1930 HEILANSTALT STETTEN ‚VERLEGT‘ 29.11.1940 GRAFENECK ERMORDET 29.11.1940 AKTION T4                 | Bolzstraße 29 (Lage)           | 20. Juli 2024 | [ 5 ]         |
|                 | HIER WOHNTE FRIEDRICH ZÜFLE JG. 1891 IM WIDERSTAND/SPD VERHAFTET 1938 GESTAPOGEFÄNGNIS STUTTGART ERMORDET 17.12.1938                                      | Bolzstraße 72 (Lage)           | 13. Nov. 2013 | [ 6 ] [ 7 ]   |
|                 | HIER WOHNTE GEORG MÜLLER JG. 1903 EINGEWIESEN 1929 HEILANSTALT GÖPPINGEN HEILANSTALT WEISSENAU ‚VERLEGT‘ DEZ. 1940 GRAFENECK ERMORDET DEZ. 1940 AKTION T4 | Dorfwiesenstraße 29 (Lage)     | 13. Nov. 2013 | [ 8 ] [ 9 ]   |
|                 | HIER WOHNTE JULIUS LÖW JG. 1896 ‚SCHUTZHAFT‘ 1938 GEFÄNGNIS LUDWIGSBURG WELZHEIM ENTLASSEN 1938 DEPORTIERT 1945 THERESIENSTADT BEFREIT/ÜBERLEBT           | Ebertstraße 52 (Lage)          | 16. Sep. 2015 | [ 10 ] [ 2 ]  |
|                 | HIER WOHNTE LINA HERR GEB. GRIESSMAYER JG. 1890 IM WIDERSTAND/KPD ‚SCHUTZHAFT‘ 1933 GEFÄNGNIS LUDWIGSBURG STUTTGART, GOTTESZELL ENTLASSEN 1933            | Holzgrundstraße 31 (Lage)      | 16. Sep. 2015 | [ 11 ] [ 2 ]  |
|                 | HIER WOHNTE LUDWIG HERR JG. 1890 IM WIDERSTAND/KPD SEIT 1933 MEHRMALS ‚SCHUTZHAFT‘ 1939 FLOSSENBÜRG DACHAU ERMORDET 24.1.1945 NEUENGAMME                  | Holzgrundstraße 31 (Lage)      | 13. Nov. 2013 | [ 12 ] [ 13 ] |
|                 | HIER WOHNTE FRIEDRICH TIEFENBACHER JG. 1888 SEIT 1914 VERSCHIEDENE HEILANSTALTEN ‚VERLEGT‘ 28.7.1940 SCHLOSS HARTHEIM ERMORDET 28.7.1940 AKTION T4        | Ludwigsburger Straße 22 (Lage) | 13. Nov. 2013 | [ 14 ] [ 15 ] |